# Europese kampioenschappen taekwondo 2002 (ETU)
De Europese kampioenschappen taekwondo 2002 waren door de European Taekwondo Union (ETU) georganiseerde kampioenschappen voor taekwondoka's. De 14e editie van de Europese kampioenschappen vond plaats in het Turkse Samsun van 6 tot 10 mei 2002.

## Resultaten
| Heren  | Heren                  | Heren                | Heren                | Heren                |
| Plaats | -54 kg                 | -58 kg               | -63 kg               | -68 kg               |
| ------ | ---------------------- | -------------------- | -------------------- | -------------------- |
| Goud   | Mert Tuncer            | Ludovic Vo           | Omar Badía           | Ioanis Georgios      |
| Zilver | Juan Antonio Ramos     | Alexandr Zhapozhnik  | Dennis Mollet        | Abdelkrim Hohoud     |
| Brons  | Seyfula Magomedov      | Elnur Armanov        | Erdal Aylanc         | Dennis Bekkers       |
| Brons  | Muhammad Öztürk        | Muhammed Ali Karatas | Endre Steffensen     | Ruslan Magomedov     |
| Plaats | -74 kg                 | -80 kg               | -87 kg               | +87 kg               |
| Goud   | Ertan Baştuğ           | Bekir Aydın          | Bahri Tanrıkulu      | Ferry Greevink       |
| Zilver | Rashad Agmadov         | Fagan Umudov         | Mickaël Borot        | Ali Özen             |
| Brons  | Tommy Mollet           | Tomislav Bučanac     | Jon García Aguado    | Teemu Heino          |
| Brons  | Claudio Nolano         | Mathias Gabriel      | Patrick Stevens      | Ken Holter           |
| Dames  |                        |                      |                      |                      |
| Plaats | -46 kg                 | -49 kg               | -53 kg               | -57 kg               |
| Goud   | Brigitte Yagüe         | Döndü Güvenç         | Gwladys Épangue      | Cristiana Corsi      |
| Zilver | Kadriye Selimoğlu      | Lana Banelli         | Pamela Agostinelli   | Margarita Mkrtuchian |
| Brons  | Svetlana Cherasimovich | Cathiana Grosset     | Sandra Nitschke      | Zeynep Murat         |
| Brons  | Maria Tseriotou        | Svetlana Noskova     | Ivana Vujčić         | Sonia Reyes          |
| Plaats | -62 kg                 | -67 kg               | -73 kg               | +73 kg               |
| Goud   | Ayşenur Taşbakan       | Ylona van Deutekom   | Natalia Ivanova      | Nataša Vezmar        |
| Zilver | Muriel Bujalance       | Elisavet Mystakidou  | Sarah Stevenson      | Aitziber los Arcos   |
| Brons  | Yulia Krasnopolskaya   | Luisa Arnanz         | Alesia Cherniavskaya | Arzu Er              |
| Brons  | Caroline Persson       | Yvonne Timm          | Güler Gençtürkoğlu   | Maria Zhuravskaya    |

1976 · 1978 · 1980 · 1982 · 1984 · 1990 · 1992 · 1994 · 1996 · 1998 · 2000 · 2002 · 2004 · 2005 · 2006 · 2008 · 2010 · 2012 · 2014 · 2016 · 2018